# Einar Hæggblom
Erik Einar Hæggblom (i riksdagen kallad Haeggblom i Slakmöre), född 30 april 1893 i Ryssby församling, Kalmar län, död där 24 juli 1978, var en svensk rektor och politiker (i Högerpartiet).
Haeggblom var ledamot av riksdagens andra kammare från 1945, invald i Kalmar läns valkrets.